# 特溫里弗斯 (新澤西州)
特溫里弗斯（英語：Twin Rivers）是位於美國新澤西州默瑟縣的普查規定居民點。

## 人口
根據2020年美國人口普查的數據，特溫里弗斯的面積為3.37平方千米，當中陸地面積為3.27平方千米，而水域面積為0.10平方千米。當地共有人口7787人，而人口密度為每平方千米2,310.68人。